# Haploniscus laticephalus
Haploniscus laticephalus är en kräftdjursart som beskrevs av Birsstein 1971. Haploniscus laticephalus ingår i släktet Haploniscus och familjen Haploniscidae. Inga underarter finns listade i Catalogue of Life.